# 施泰纳贝格
施泰纳贝格（德語：Steinerberg）是瑞士联邦施维茨州施维茨区的市镇。该市镇面积为6.9平方千米，海拔高度620米，2018年12月31日人口数为946。